# Estonie danoise
1206–1346
Entités précédentes :
- Revala
Virumaa

Entités suivantes :
- Confédération livonienne au sein de l'État teutonique

L'Estonie danoise ou duché d'Estonie (en estonien : Eestimaa hertsogkond ; en danois : Hertugdømmet Estland) désignait les différentes parties du territoire de l'Estonie actuelle qui furent placées à plusieurs reprises durant le Moyen Âge, entre 1206 et 1346, sous la domination du royaume de Danemark en tant qu'un dominium maris baltici.

## Histoire
Durant le XIIe siècle, le royaume de Danemark s'affirme progressivement comme une puissance commerciale et militaire dans la région de la mer Baltique. Il a intérêt à mettre fin aux attaques de pirates estoniens et coures qui menacent les navires de commerce dans la région. Des flottes danoises ont déjà attaqué les pays estoniens en 1170, 1194 et 1197.
En 1206, le roi Valdemar II de Danemark et Anders Sunesen, archevêque de Lund, mènent un raid contre l'île d'Saaremaa. Les habitants doivent se soumettre et une forteresse y est bâtie. Personne ne veut toutefois y résider et ils doivent la brûler eux-mêmes et quitter l'île. À partir de là, le roi de Danemark proclame toutefois ses droits sur l'Estonie, droit qui est reconnu par le pape Honorius III au cours des croisades de Livonie. L'évêque Albert de Buxhoeveden, dirigeant des chevaliers Porte-Glaive en Livonie, l'a invité à attaquer les Estoniens par le nord.

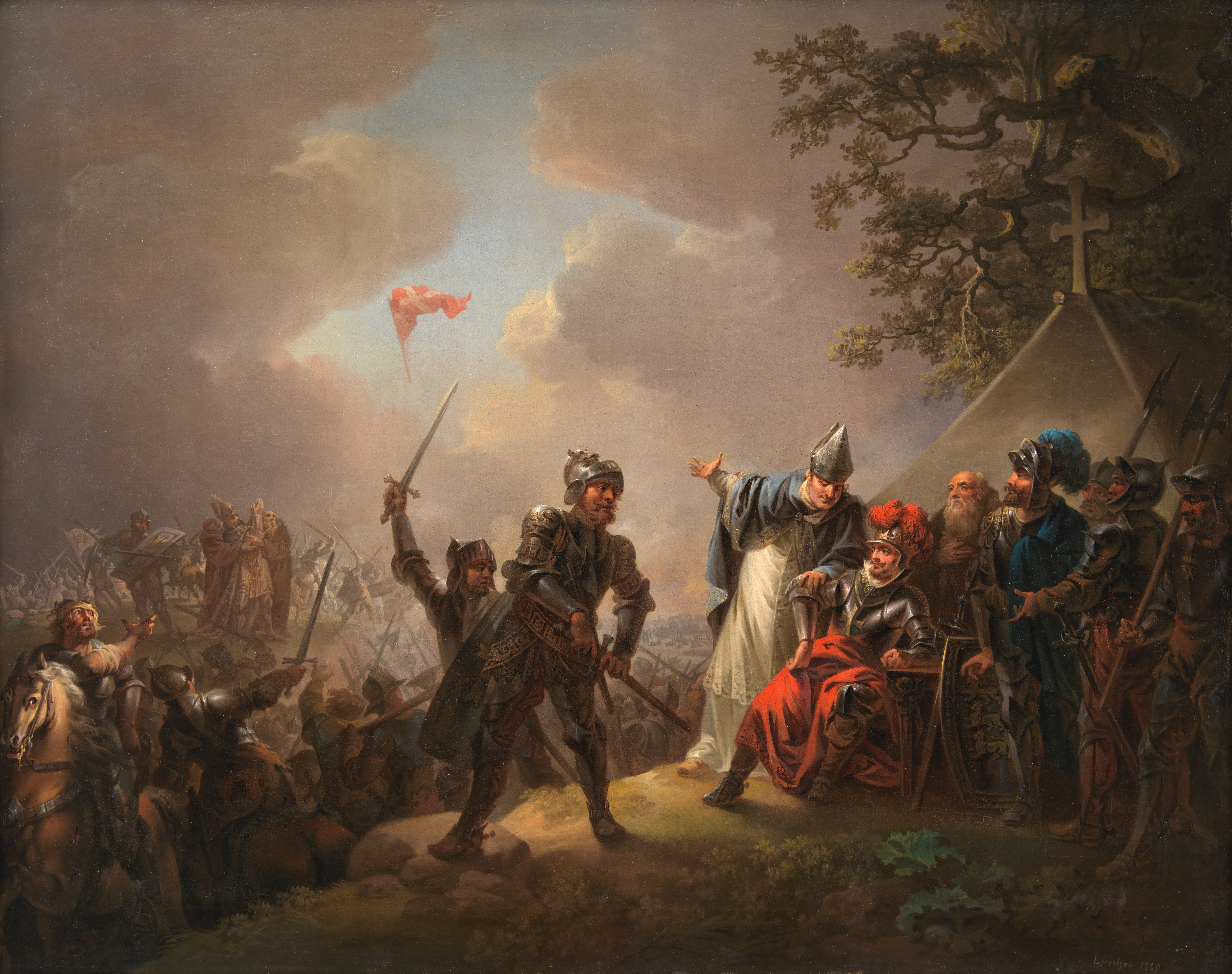
Le Dannebrog descend du ciel durant la bataille de Lyndanisse, peinture historique de Christian August Lorentzen, 1809.

En 1219, Valdemar II réunit une nouvelle flotte comptant des centaines de navires. Elle est menée par les archevêques et les évêques, et comprend l'armée de la principauté de Rügen, à ce temps vassal du Danemark, sous l'autorité de son prince Wislaw Ier. Ils accostent au port de Lyndanisse (sur le site de l’actuelle Tallinn) dans la province de Revala. Selon la légende, le premier drapeau danois (Dannebrog) est descendu à ce moment-là du ciel et a aidé les Danois à vaincre les habitants de cette province. Le jour de la bataille de Lyndanisse, le 15 juin, est encore aujourd'hui un jour férié au Danemark, connu sous le nom de Valdemarsdag.
Les chevaliers Porte-Glaive et le Danemark s'accordent pour se partager les pays estoniens, mais se disputent sur les frontières exactes. En 1220, le roi du Danemark renonce aux provinces du sud de Sakala et d'Ungannie qui étaient déjà sous occupation  des chevaliers. L'évêque Albert, de sa part, met les provinces d'Harjumaa, Virumaa (Vironia) et Järva à la disposition de Valdemar II. En 1227, les chevaliers Porte-Glaive reprennent toute l'Estonie ; après leur défaite écrasante à la bataille de Saule en 1236, toutefois, ils ont accepte d'être incorporés dans l’État monastique des chevaliers Teutoniques sous le grand maître Hermann von Salza. Selon les stipulations du traité de Stensby, conclu grâce à la médiation du pape Grégoire IX et de son légat Guillaume de Modène le 7 juin 1238, l'Ordre teutonique rend les provinces de Revala, Virumaa, Järva et Harju au Danemark. Le roi Valdemar II a offert à l'Ordre la province de Järva - à condition qu'elle restait sous l'autorité du diocèse de Reval et qu'aucune forteresse ne devrait être construite sans son consentement. 
Les rois de Danemark ont accédé au titre de « duc d'Estonie » à partir de 1269, pendant que le pays fut gouverné par un vice-roi. Dans le cadre de l'administration de ces nouvelles colonies, les Danois établissent un registre foncier appelé Liber Census Daniæ, qui est un important document historique et géographique comprenant environ 500 lieux estoniens et les noms de 114 vassaux. La capitale de l'Estonie danoise est Reval (Tallinn), appelée Lyndanisse, et ce dès l'invasion de 1219. Les Danois y bâtissent une forteresse sur la colline de Toompea (Domberg) appelée Castrum Danorum dans la chronique d'Henri de Livonie. Autour du château, les marchands allemands y établissent une ville marchande d'importance. Les citoyens ont reçu le privilège urbain selon le droit de Lübeck en 1248 et ont adhéré à la Hanse.
En 1240, Reval devient le siège d'un diocèse, dépendant de l'archidiocèse de Lund jusqu'en 1374. Le roi Valdemar II s'était réservé le droit de nommer les évêques, provoquant un conflit avec le pape.
Dans la province de Virumaa (Vironia), les principaux centres du pouvoir sont Rakvere (appelée Wesenberg) et Narva, construite sur le site d'une vieille forteresse estonienne que les chroniques appellent Rakovor ou Rugodiv. Rakvere reçoit les droits de la ville de Lübeck en 1302 et Narva en 1345.
La domination danoise n'était pas trop lourde en Estonie. L'armée n'y était envoyée qu'occasionnellement.
De 1240 à 1242, le Danemark entre en guerre contre la République de Novgorod et tente d'étendre son territoire sur le territoire des Votes, en Ingrie. Il n'y parvient toutefois pas, malgré l'envoi des fils du roi, Abel et Canute.
Par ailleurs, le roi de Danemark Erik Plogpennig a visité l'Estonie en 1249 et la flotte danoise a mouillé à Tallinn en 1268 et en 1270 pour prévenir les menaces russe et lituanienne.
Le pouvoir militaire local était basé sur les puissants vassaux du roi de Danemark, qui recevaient de grands fiefs en échange de leurs services militaires. La plupart des vassaux étaient des Allemands de Westphalie, mais quelques-uns étaient des Estoniens.
En 1248 déjà, les bourgeois de Tallinn avaient leur propre assemblée.
Au XIVe siècle, les provinces étaient divisées entre un parti pro-danois, mené par l'évêque Olaf de Tallinn et un parti pro-allemand, mené par le capitaine Marquard Breide.
Les Estoniens d'Harju entrent en rébellion en 1343 et la province est occupée par les Chevaliers Porte-Glaive.
En 1346, le Danemark vend ses colonies à l'Ordre pour 10 000 marks, ignorant la promesse faite en 1329 par Christophe II de Danemark de ne jamais abandonner ou vendre ses territoires estoniens.
Le roi a même demandé pardon au pape pour la rupture de cette promesse.

## Liste des gouverneurs
- Andreas Sunonis, Archevêque de Lund, 1206, 1219 - 1221
- Saxo Aginsun 1248 - 1249
- Stigot Agison 1249
- Saxo 1254 - 1257
- Jakob Ramessun 1259
- Woghen Palissun 1266
- Siverith 1270
- Eilard von Oberch 1275 - 1279
- Odewart Lode 1279 - 1281
- Letgast 1285
- Friedrich Moltike 1287
- Johann Sialanzfar 1288
- Nils Axelsson 1296
- Nikolaus Ubbison 1298
- Johann Saxesson 1304
- Johannes Canne 1310
- Ago Saxisson 1312 - 1313
- Heinrich Bernauer 1313 - 1314
- Johannes Kanna 1323
- Heinrich Spliit 1329
- Marquard Breide 1332 - 1335
- Konrad Preen Jul 1340 - mai 1343
- Bertram von Parembeke 1343
- Stigot Andersson 1344 - 1346